# Лібор Дошек
Лібор Дошек (чеськ. Libor Došek, нар. 24 квітня 1978, Брно) — чеський футболіст, що грав на позиції нападника.
Виступав, зокрема, за клуб «Спарта» (Прага), а також олімпійську збірну Чехії.
Чемпіон Чехії. Володар Кубка Чехії.

## Клубна кар'єра
Народився 24 квітня 1978 року в місті Брно.
У дорослому футболі дебютував 1997 року виступами за команду «Словацко», в якій провів один сезон, взявши участь у 27 матчах чемпіонату. 
Згодом з 1998 по 2005 рік грав у складі команд «Брно», «Словацко», «Хмел» та «Слован».
Своєю грою за останню команду привернув увагу представників тренерського штабу клубу «Спарта» (Прага), до складу якого приєднався 2005 року. Відіграв за празьку команду наступні п'ять сезонів своєї ігрової кар'єри. У складі «Спарти» був одним з головних бомбардирів команди, маючи середню результативність на рівні 0,4 гола за гру першості. За цей час виборов титул чемпіона Чехії.
Протягом 2009—2011 років захищав кольори клубів «Шкода Ксанті» та «Тепліце».
Завершив ігрову кар'єру у команді «Словацко», у складі якої вже виступав раніше. Повернувся до неї 2011 року, захищав її кольори до припинення виступів на професійному рівні у 2016 році.

## Виступи за збірні
Протягом 1999–2000 років залучався до складу молодіжної збірної Чехії. На молодіжному рівні зіграв у 2 офіційних матчах.
У 2000 році захищав кольори олімпійської збірної Чехії. У складі цієї команди провів 3 матчі. У складі збірної — учасник  футбольного турніру на Олімпійських іграх 2000 року у Сіднеї.

## Титули і досягнення
- Чемпіон Чехії (1):

«Спарта» (Прага): 2006-2007
- Володар Кубка Чехії (1):

«Спарта» (Прага): 2005-2006